# Marge on the Lam
"Marge on the Lam" är avsnitt sex från säsong fem av Simpsons och sändes på Fox i USA den 4 november 1993. I avsnittet bjuder Marge ut sin granne Ruth Powers på balett då Homer inte kan följa med henne. Nästa kväll bestämmer de sig för att gå ut igen. På kvällen blir Homer avundsjuk på att Marge är ute och roar sig och Lionel Hutz får sitta barnvakt medan han också går ut. Homer tycker inte det är lika kul att vara ute utan Marge och träffar sen på Clancy Wiggum som skjutsar hem honom men då han ser att Powers bil har problem med baklyktorna börjar han köra efter henne och eftersom Ruth har stulit bilen blir det en biljakt med Marge som passagerare. Avsnittet skrevs av Bill Canterbury och regisserades av Mark Kirkland. Phil Hartman, Pamela Reed och George Fenneman gästskådespelade.

## Handling
Efter att donerat pengar till PBS i en telethon får Marge två gratis biljetter till baletten. Hon frågar Homer om han vill följa med henne och han vill, eftersom han tror att balett är en björn som åker runt i en liten bil. Homer ska lämna jobbet för att gå på baletten med Marge men stannar till vid en varuautomat och stoppar in sin arm i den för att försöka stjäla en burk läsk. Det dröjer inte länge förrän Homers arm fastnar i en annan varuautomat. Homer lyckas ringa Marge och berätta vad som hänt och hon frågar istället sin granne Ruth Powers om hon kan följa med henne. De två går på baletten och bestämmer sig för att gå ut nästa kväll igen. Homer får hjälp av brandmännen att komma loss, då han kommer hem berättar Marge att hon var ute med Ruth istället. Nästa kväll går de båda ut igen på stadens klubbar. De avslutar kvällen med att skjuta på gamla burkar.
Homer blir avundsjuk på att Marge har roligt och inte han. Homer låtar advokaten Lionel Hutz sitta barnvakt. Homer besöker Moe's Tavern mer upptäcker att det är mer deprimerande än vanligt så han besöker istället en kulle som han besökte med Marge innan de gifte sig. Homer tänker ta sönder väderstationen som han ser där men ångrar sig då det är inte lika kul utan Marge. Han träffar på Clancy Wiggum som skjutsar hem honom. Under bilfärden upptäcker Wiggum en bil vars ena baklykta är mindre än den andra så han börjar jaga bilen vilket visar sig vara Ruths bil där Marge är passagerare. Ruth vill inte stanna och berättar för Marge att det är hennes exmakes bil som hon stulit. Ruth skakar av sig polisen genom stänga av bilens baklyktor och Wiggum och Homer tror det är en spökbil och stannar och väntar på att det blir dag. Hutz bränner alla sina dokument hemma hos Simpson och berättar för barnen att han numera heter Miguel Sanchez.
Marge och Ruth har stannat för att äta frukost. Marge tänker ringa efter skjuts men ändrar sig och följer med Ruth. De blir upptäckta av Wiggum igen och han anropar resten av styrkan som börjar jaga dem. Homer förstår att Marge är i bilen efter att han hört Wiggums beskrivning av brottslingarna. Då Homer ser att de håller på att köra mot ett stup börjar han prata i en megafon till Marge. Marge gillar vad han säger och då de hör att de är på väg mot ett stup bromsar de och Wiggums bil kör över stupet istället men landar mjukt. Marge och Ruth grips och det blir rättegång. Ruth frias från brotten, Marge får betala 2000 dollar för burkarna och Homer blir undersökt av United States Army neurochemical research center.

## Produktion
Scenen då Homer besöker Moe's Tavern är en referens till Thelma & Louise. Att Joe Quimby dansar på en nattklubb är en referens till Kennedys. Då Marge blir stött av en kille på en bar är hans kompis som inte talar David Mirkin. Ägaren av burkarna är en parodi på Walter Brennan. Dan Castellaneta använde sig av en riktig megafon då han spelade in sina repliker då han pratade med Marge.

## Kulturella referenser
Avsnittet är en parodi på Thelma & Louise. Buzz Cola är med för första gången och är en parodi på Crystal Pepsi. Då Homer ser en telethon som han inte anser är rolig är en parodi på Garrison Keillor. Ruth råkar sätta på "Sunshine, Lollipops, and Rainbows" i bilstereon. Wiggum spelar senare låten under sin biljakt. Ruth sätter istället på "Welcome To The Jungle". Avsnittets avslut är en referens till Dragnet. George Fenneman gjorde musiken i samma stil som  Dragnet.

## Mottagande
Avsnittet hamnade på plats 32 över mest sedda program under veckan med en nielsen ratings på 13,1, vilket gav 12,2 miljoner hushåll och det mest sedda programmet på Fox under veckan. I boken I Can't Believe It's a Bigger and Better Updated Unofficial Simpsons Guide har Warren Martyn och Adrian Wood sagt att när Marge släpper ner sitt hår är hon alltid en skönhet och Powers verkar vara hennes första riktiga vän. De anser att det är lite synd att de inte synts så mycket mera. The A.V. Club har placerats Homers replik till TV:n att den är dum och ska vara mer rolig som en av de bästa replikerna i Simpsons som kan användas varje dag. I albumet And Then Nothing Turned Itself Inside Out har Yo La Tengo med sången "Let's Save Tony Orlando's House". Titeln är samma som en av sakerna som Troy McClure medverkat i som han berättade om i avsnittet.